# Габерје (Лендава)
Габерје (словен. Gaberje, мађ. Gyertyános) је насељено место у општини Лендава, Помурска регија, Словенија.

## Историја
До територијалне реорганизације у Словенији било је у саставу старе општине Лендава.

## Становништво
У попису становништва из 2011. године, Габерје је имало 552 становника.
| Број становника према пописима | Број становника према пописима | Број становника према пописима |
| ------------------------------ | ------------------------------ | ------------------------------ |
| 1991                           | 2002                           | 2011                           |
| 635                            | 539                            | 552                            |